# Luigi Calabresi
Luigi Calabresi, född 14 november 1937 i Rom, död 17 maj 1972 i Milano, var en italiensk polis i chefsställning inom den statliga polisen. Calabresi var näst högsta chef inom avdelningen för politisk brottslighet (brott mot staten, terrorism) i Milano, när han mördades 1972. Fyra vänsterextremister ur organisationen Lotta Continua dömdes till långa fängelsestraff för mordet 25 år senare. Motivet skulle ha varit att organisationen höll Calabresi ansvarig för anarkisten Giuseppe Pinellis död under oklara omständigheter i december 1969. Domen som blivit en av de mest ifrågasatta och överklagade i Italiens rättshistoria baserades nästan helt på vittnesmål av en åtalad mot de tre andra som dömdes mot sitt nekande. Någon teknisk bevisning mot de åtalade fanns inte.

## Biografi

### Bakgrund och tidig karriär
Calabresi föddes i en medelklassfamilj och genomgick gymnasieutbildning med klassisk inriktning. I sin ungdom var han en mycket aktiv katolik och anslöt sig som tonåring till den av jesuiten Virginio Rotondi grundade Oasi-rörelsen ("Movimento Oasi"). Efter att ha avlagt en universitetsexamen i juridik 1964 sökte han sig omgående till den statliga polisen, eftersom han inte var intresserad av en karriär som advokat eller domare. Calabresi flyttade 1965 till Milano där han snabbt avancerade i graderna. Nästan direkt fick han som uppdrag att bevaka den utomparlamentariska vänsterns aktiviteter, särskilt anarkister och maoister. Han blev snabbt en känd person bland vänsteraktivisterna och knöt många personliga kontakter i de kretsar han bevakade, bland annat med Giuseppe Pinelli och Marco Pannella. Pannella har senare (1998) inför en parlamentarisk kommission vittnat att Calabresi och Pinelli hade en god relation och att Pinellis åsikt var att Calabresi var en god och hederlig människa ("era una bravissima persona").  Under de studentoroligheter och demonstrationer som började 1967 avancerade Calabresi till chefsställning och förde därefter befälet över den statliga polisens insatser i Milano vid de ofta våldsamma demonstrationerna i slutet av 1960-talet där studenterna organiserades och leddes av Mario Capanna. Vid begravningen av polismannen Antonio Annarumma, som dödades 19 november 1969 under en av dessa sammandrabbningar, fick Calabresi ingripa personligen för att hindra närvarande högersympatisörer från att misshandla Capanna.

### Fallet Pinelli
I slutet av 1960-talet inleddes den period som i Italiens historia brukar kallas blyåren, en period som kännetecknas av politiska aktivisters mer eller mindre våldsamma utomparlamentariska aktioner, inklusive bombattentat på offentliga platser. Polismannen Annarumma brukar ofta betraktas som det första dödsoffret för tidsperiodens våldsdåd. Ett av de värsta attentaten var bombdådet på Piazza Fontana i Milano där en kraftig sprängladdning exploderade inne på ett bankkontor 12 december 1969 och dödade 16 personer. Drygt 80 kända vänsteraktivister togs omgående in till förhör, bland dem Giuseppe Pinelli. Strax före midnatt den 15 december föll Pinelli ut genom ett fönster på polishögkvarterets fjärde våning och dog vid nedslaget. En officiell utredning fastslog i juli 1970 att Pinellis död var en olyckshändelse, en slutsats som aldrig kom att accepteras av extremvänstern. Från det hållet framfördes uppfattningen att Calabresi och hans närmaste överordnade Antonino Allegra ljög om vad som hade hänt och vänsterpressen hängde ut Calabresi som huvudansvarig för Pinellis död, mest för att han till skillnad från Allegra var allmänt känd i vänsterkretsar genom sitt arbete som yttre befäl. Han utsattes för en systematisk förtalskampanj i flera tidningar och anklagades i de mest extrema artiklarna för att helt enkelt ha kastat eller knuffat ut Pinelli genom det öppna fönstret. Kampanjen ledde till att flera kända vänsterintellektuella tog ställning i skuldfrågan till Calabresis nackdel trots att inga bevis för hans delaktighet kunde presenteras.

### Mordet och dess efterspel
Luigi Calabresi mördades den 17 maj 1972 klockan 09.15 utanför sin bostad i Milano. Han var ensam till fots på väg mot sin bil för att åka till polishögkvarteret. Mördaren väntade, enligt ett vittne, stående vid parkeringen nära Calabresis bil och låtsades vara helt upptagen av en dagstidning han läste, enligt ett annat vittnesmål satt han i en bil och väntade. När den obeväpnade Calabresi närmade sig sin bil (egentligen fruns bil) en Fiat 500, drog mördaren fram ett grovkalibrigt handeldvapen och sköt två eller tre skott mot honom bakifrån på nära håll. Calabresi träffades av två kulor, en i ryggen och en i huvudet. Han hämtades av ambulans men dödförklarades vid ankomsten till sjukhuset. Calabresi, som blev 34 år gammal, efterlämnade en gravid hustru och två barn.
Mordutredningen körde tidigt fast och inga ledtrådar fanns som kunde leda till anhållande eller åtal. Vittnen hade sett två personer som lämnade mordplatsen i en blå Fiat 125. Bilen påträffades samma dag men från den kunde inga användbara ledtrådar säkras. Fallet började överraskande efter 16 års stillastående att gå mot sin lösning 1988 när Leonardo Marino, en före detta politisk aktivist, inställde sig hos polisen och bekände att han hade varit attentatsmannens chaufför vid mordet. Marino uppgav att han plågades svårt av sitt samvete och inte längre orkade bära sin skuld i tysthet. Han angav Ovidio Bompressi som mördaren och utpekade även två anstiftare till mordet: Adriano Sofri och Giorgio Pietrostefani. De två sistnämnda hade innehaft ledande positioner i Lotta Continua, den vänsterextrema organisation som alla fyra tillhörde vid tiden för mordet på Calabresi. Marinos erkännande ledde till en lång serie rättegångar och överklaganden av den första domen. Sofris dom kom med tiden att bli den mest ifrågasatta och överklagade i italiensk rättshistoria. Marino fick ett förhållandevis lindrigt straff, 11 års fängelse, eftersom han efter så lång tid framträtt självmant med sin bekännelse och dessutom vittnade mot de övriga tre som alla, mot sitt nekande, dömdes till 22 års fängelse. Ingen av dem har heller senare medgett någon som helst delaktighet i mordet och anser att Marino gjort sig skyldig till mened. Något motiv för varför han skulle ha gjort det har dock inte presenterats men hans vittnesmål var tveklöst motsägelsefullt. Marino uppgav att flyktbilen, en Fiat 125, som han påstår sig ha kört, var beige medan den i själva verket var blå och han angav också en flyktväg som inte överensstämde med ögonvittnens uppgifter. Historikern Carlo Ginzburg har skrivit en bok om rättegången där han har inkluderat ett avsnitt om "Leonardo Marinos lögner". Ginzburg visar att Marinos beskrivning av händelseförloppet inte överensstämmer med andra viktiga vittnesmål och anser att det beror på att Marino ljuger, även om Ginzburg inte vet vad som motiverade Marino att göra så. Notabelt är också att Marino i slutändan slapp sitta av sitt straff eftersom hans brott på grund av det utdragna processandet hunnit uppnå preskription enligt utslag av appellationsdomstolen i Milano 11 november 1995.

### Eftermäle
En ny officiell undersökning 1975 gällande omständigheterna kring Pinellis död friade helt Calabresi från misstankarna om att ha orsakat dödsfallet, bland annat fastslogs det med säkerhet att han inte befann sig i förhörsrummet med det öppna fönstret vid tidpunkten för händelsen. En kraftig reaktion mot den svartmålning som ansågs ha lett till mordet på Calabresi ledde bland annat till att påven Paulus VI gav honom titeln Guds tjänare, vilket är det första steget i en process mot helgonförklaring.